# Associazione Calcio Fanfulla 1874 1978-1979
Questa voce raccoglie le informazioni riguardanti l'Associazione Calcio Fanfulla 1874 nelle competizioni ufficiali della stagione 1978-1979.

## Stagione
Il neopromosso Fanfulla disputa il girone B del campionato di Serie C2, concludendolo al decimo posto con 33 punti con un solo punto in più della retrocessa Pro Vercelli, a pari punti con Omegna ed Audace San Michele.

## Rosa
| N. |                   | Ruolo | Calciatore            |
| -- | ----------------- | ----- | --------------------- |
|    | Italia (bandiera) | P     | Pierangelo Brignoli   |
|    | Italia (bandiera) | P     | Luigi Massimo Venturi |
|    | Italia (bandiera) | D     | Aldo Acerbi           |
|    | Italia (bandiera) | D     | Servilio Bosis        |
|    | Italia (bandiera) | D     | Giovanni Cerri        |
|    | Italia (bandiera) | D     | Aristide Curti        |
|    | Italia (bandiera) | D     | Eugenio Fabbris       |
|    | Italia (bandiera) | D     | Teodoro Andreoli      |
|    | Italia (bandiera) | D     | Riccardo Fiocchi      |
|    | Italia (bandiera) | D     | Stefano Fiorentini    |
|    | Italia (bandiera) | C     | Antonio Cipelli       |
|    | Italia (bandiera) | C     | Claudio Cremonesi     |

| N. |                   | Ruolo | Calciatore       |
| -- | ----------------- | ----- | ---------------- |
|    | Italia (bandiera) | C     | Elio Garavaglia  |
|    | Italia (bandiera) | C     | Bassano Grossi   |
|    | Italia (bandiera) | C     | Walter Moneta    |
|    | Italia (bandiera) | C     | Umberto Rossetti |
|    | Italia (bandiera) | C     | Adelio Sironi    |
|    | Italia (bandiera) | C     | Giampietro Viola |
|    | Italia (bandiera) | A     | Alberto Amadei   |
|    | Italia (bandiera) | A     | Dario Marchetti  |
|    | Italia (bandiera) | A     | Bruno Minini     |
|    | Italia (bandiera) | A     | Danilo Regonesi  |
|    | Italia (bandiera) | A     | Augusto Vanazzi  |

## Risultati

### Campionato

#### Girone di andata
| 1º ottobre 1978 1ª giornata | Adriese | 1 – 1 | Fanfulla |  |

| 8 ottobre 1978 2ª giornata | Fanfulla | 4 – 1 | Legnano |  |

| 15 ottobre 1978 3ª giornata | Pergocrema | 2 – 1 | Fanfulla |  |

| 22 ottobre 1978 4ª giornata | Fanfulla | 1 – 1 | Rhodense |  |

| 29 ottobre 1978 5ª giornata | Pro Vercelli | 1 – 0 | Fanfulla |  |

| 5 novembre 1978 6ª giornata | Fanfulla | 1 – 2 | Sant'Angelo |  |

| 12 novembre 1978 7ª giornata | Vigevano | 1 – 1 | Fanfulla |  |

| 19 ottobre 1978 8ª giornata | Fanfulla | 1 – 1 | Omegna |  |

| 26 novembre 1978 9ª giornata | Seregno | 2 – 2 | Fanfulla |  |

| 3 dicembre 1978 10ª giornata | Fanfulla | 3 – 1 | Audace SME |  |

| 10 dicembre 1978 11ª giornata | Fanfulla | 0 – 1 | Pro Patria |  |

| 17 dicembre 1978 12ª giornata | Pavia | 0 – 0 | Fanfulla |  |

| 30 dicembre 1978 13ª giornata | Conegliano | 2 – 0 | Fanfulla |  |

| 7 gennaio 1979 14ª giornata | Fanfulla | 2 – 1 | Monselice |  |

| 14 gennaio 1978 15ª giornata | Bolzano | 0 – 0 | Fanfulla |  |

| 21 gennaio 1979 16ª giornata | Fanfulla | 1 – 0 | Mestrina |  |

| 28 gennaio 1979 17ª giornata | Carpi | 0 – 0 | Fanfulla |  |

#### Girone di ritorno
| 4 febbraio 1979 18ª giornata | Fanfulla | 2 – 1 | Adriese |  |

| 11 febbraio 1979 19ª giornata | Legnano | 0 – 0 | Fanfulla |  |

| 18 febbraio 1979 20ª giornata | Fanfulla | 3 – 3 | Pergocrema |  |

| 25 febbraio 1979 21ª giornata | Rhodense | 1 – 0 | Fanfulla |  |

| 4 marzo 1979 22ª giornata | Fanfulla | 2 – 2 | Pro Vercelli |  |

| 11 marzo 1979 23ª giornata | Sant'Angelo | 1 – 1 | Fanfulla |  |

| 25 marzo 1979 24ª giornata | Fanfulla | 0 – 0 | Vigevano |  |

| 1º aprile 1979 25ª giornata | Omegna | 2 – 0 | Fanfulla |  |

| 8 aprile 1979 26ª giornata | Fanfulla | 1 – 1 | Seregno |  |

| 22 aprile 1979 27ª giornata | Audace SME | 1 – 1 | Fanfulla |  |

| 29 aprile 1979 28ª giornata | Pro Patria | 2 – 1 | Fanfulla |  |

| 6 maggio 1979 29ª giornata | Fanfulla | 0 – 2 | Pavia |  |

| 13 maggio 1979 30ª giornata | Fanfulla | 2 – 0 | Conegliano |  |

| 20 maggio 1979 31ª giornata | Monselice | 0 – 0 | Fanfulla |  |

| 27 maggio 1979 32ª giornata | Fanfulla | 3 – 1 | Bolzano |  |

| 3 giugno 1979 33ª giornata | Mestrina | 2 – 0 | Fanfulla |  |

| 9 giugno 1979 34ª giornata | Fanfulla | 2 – 2 | Carpi |  |